# Искоростень в древнерусскую эпоху
Искоростень (др.-рус. Изъкоръстѣнь) — политико-административный центр древлян, древнерусский город в составе Киевского княжества, современный город Коростень Житомирской области Украины.

## Исторические сведения
Искоростень впервые упоминается в Повести временных лет под 945 годом как центр славянского племени древлян. По летописным известиям древляне в этом году убили киевского князя Игоря, который решил собрать намного больше дани, чем было уговорено. Жена Игоря, княгиня Ольга в следующем году осадила и сожгла Искоростень. В результате, город утратил значение древлянского центра и вошёл в состав Киевского княжества. По мнению историка И. Н. Данилевского, сюжет о сожжении был заимствован из Ветхого завета.
В конце XIV века на месте Искоростеня возникло новое поселение с тем же названием, которое впоследствии стало территорией Великого княжества Литовского.

## Археологические данные
На территории современного Коростеня расположены 4 древних городища VIII—XIII веков. Три малых (Городище I (0,45 га), Городище II (0,055 га) и Городище III площадью 1 га, отстоящее от двух предыдущих на полтора км) занимают высокие гранитные останцы правого берега реки Уж. Городище IV площадью 9 га расположено на левом берегу реки Уж. Оно сооружено в раннем железном веке и нет свидетельств его использования в древнерусский период. Городище I (Замчище, Замковая гора, городище Мала, Святая гора, Кременница, Красная горка) на правом берегу реки Уж не имело трёх линий валов — естественная терраса со стороны посада и въезда была укреплена по краю каменной крепидой и выемкой каменной крошки из рва, вырытого у подножия городища. Кальцинированные фрагменты человеческих костей из нижнего слоя заполнения рва свидетельствуют о разгроме городища. Такая же картина со следами пожара, раздавленными сосудами, находками женских украшений из серебра и золота наблюдается и на посаде. Литые серебряные серьги, сканно-зернённые подвески головного убора и ожерелий, пуговицы принадлежат к комплексу украшений X века, распространившемуся на восток под влиянием Великой Моравии. В слое гибели городища найдены разнообразные бляшки от древнерусских поясов, пояс печенежского стиля, сбруйные бляшки, украшенные в древневенгерской декоративной стилистике, подковообразные фибулы, бляшка в виде морды медведя, круглые подвески с декором в стиле «Борре», крестовидная подвеска. Состав хронологических признаков указывает на время разгрома — середину X века. Городище II, расположенное южнее первого, функционировало в X—XIII веках. На первом городище Коростеня жилища были очень небольшими, немного углублёнными в материк, на Городище II жилыми являлись клети, расположенные в земляном валу, где они чередовались с городнями. Городище III, расположенное в 1,5 км к югу от двух предыдущих, крупнее первого по площади (1 га), функционировало в X—XVIII веках. Городище IV площадью около 9 га, по мнению археологов О. Н. Мельниковской, М. П. Кучеры, Б. А. Звиздецкого, не связано с древлянами, а относится к милоградской культуре 1-го тысячелетия до нашей эры.
Либо в первой половине X века рядом с Искоростенем существовала ещё одна крепость, размером больше «княжеской» и не пострадавшая в результате событий 946 года, либо эта древнерусская крепость была возведена здесь уже после 946 года.
В непосредственной близости от городищ открыто 6 курганных могильников (более 300 насыпей). Обряд погребения — трупосожжения, трупоположения на уровне горизонта и трупоположения в ямах.
В первой половине X века в Искоростене сохраняются традиции лука-райковецкой культуры в лепной посуде, строительстве и в погребальном обряде (кремация на уровне горизонта). Во второй половине X века традиции лука-райковецкой культуры полностью уступают место комплексу древнерусской культуры, включая появление ингумаций. Смена лука-райковецкой культуры в Искоростене комплексом древнерусской культуры связана с ликвидацией политической автономии древлян и началом древнерусской колонизации Овручской волости. Синхронно Искоростеню гибнет городище лука-райковецкой культуры Монастырёк в Каневском районе Черкасской области.